# Якиудон
Якиудон (яп. 焼きうどん, やきうどん, 焼き饂飩, обжареный удон) — блюдо японской кухни, состоящее из удона, смешанного с соевым соусом, мяса (обычно свинины) и овощей. Оно похоже на якисобу, в которой используется та же техника приготовления, что и для пшеничной лапши в стиле рамэн.

## История
После завершения Второй мировой войны Юдзиро Бенно, повар из Кокуры (ныне в составе Китакюсю префектуры Фукуока), в 1945 году взял на себя управление рестораном «Дарума-до». Он решил следовать традициям приготовления якисобы в регионе Кансай и начал добавлять в блюда соус. Однако после войны из-за дефицита гречихи собы выпускалось мало, поэтому Юдзиро решил использовать хосиудон.
Юдзиро Бенно ушёл из жизни в 2005 году, но его супруга, которая работала с ним более 60 лет (до 2009 года), продолжала использовать хосиудон в своих блюдах.

## Вариации
Якиудон относительно прост в приготовлении и популярен как основное блюдо японской идзакаи, или пабов, которое подают в качестве вечернего перекуса, часто в дополнение к пиву.
Существует множество вариантов блюд в зависимости от используемых соусов, таких как вустерширский, особенно популярный в Хиросиме, соевый, или хойсинский, популярный в Нагасаки. Ингредиенты в дополнение к лапше включают свинину, пекинскую капусту, лук-порей, ростки сои. В основном используются морковь, болгарский перец, мелкие креветки и т. д. Кроме того, иногда используют говядину вместо свинины, морепродуктов и продуктов их переработки. После приготовления якиудон часто подают с маринованным имбирём сверху.